# 傑拉灣

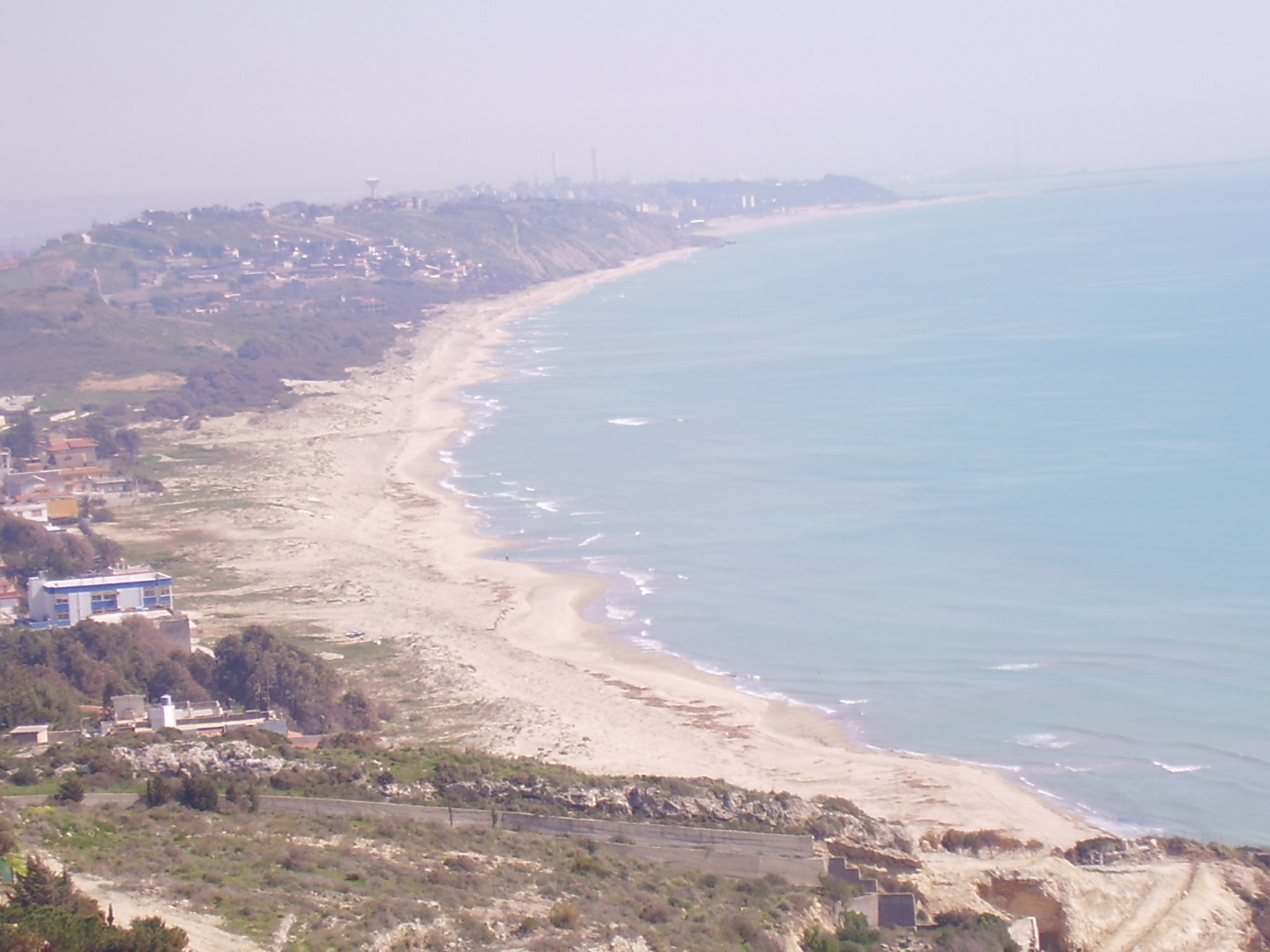

傑拉灣（義大利語：Golfo di Gela）是意大利的海灣，位於西西里島南岸，由阿格里真托省、卡爾塔尼塞塔省和拉古薩省負責管轄，長58.5公里、寬13.6公里，沿岸城鎮有利卡塔。
37°N 14°E / 37°N 14°E